# Chodoriw
Chodoriw (ukrainisch Ходорів; russisch Ходоров/Chodorow, polnisch Chodorów) ist eine in der Westukraine liegende kleine Stadt etwa 52 Kilometer südöstlich der Oblasthauptstadt Lemberg am Flüsschen Luh (Луг) gelegen.

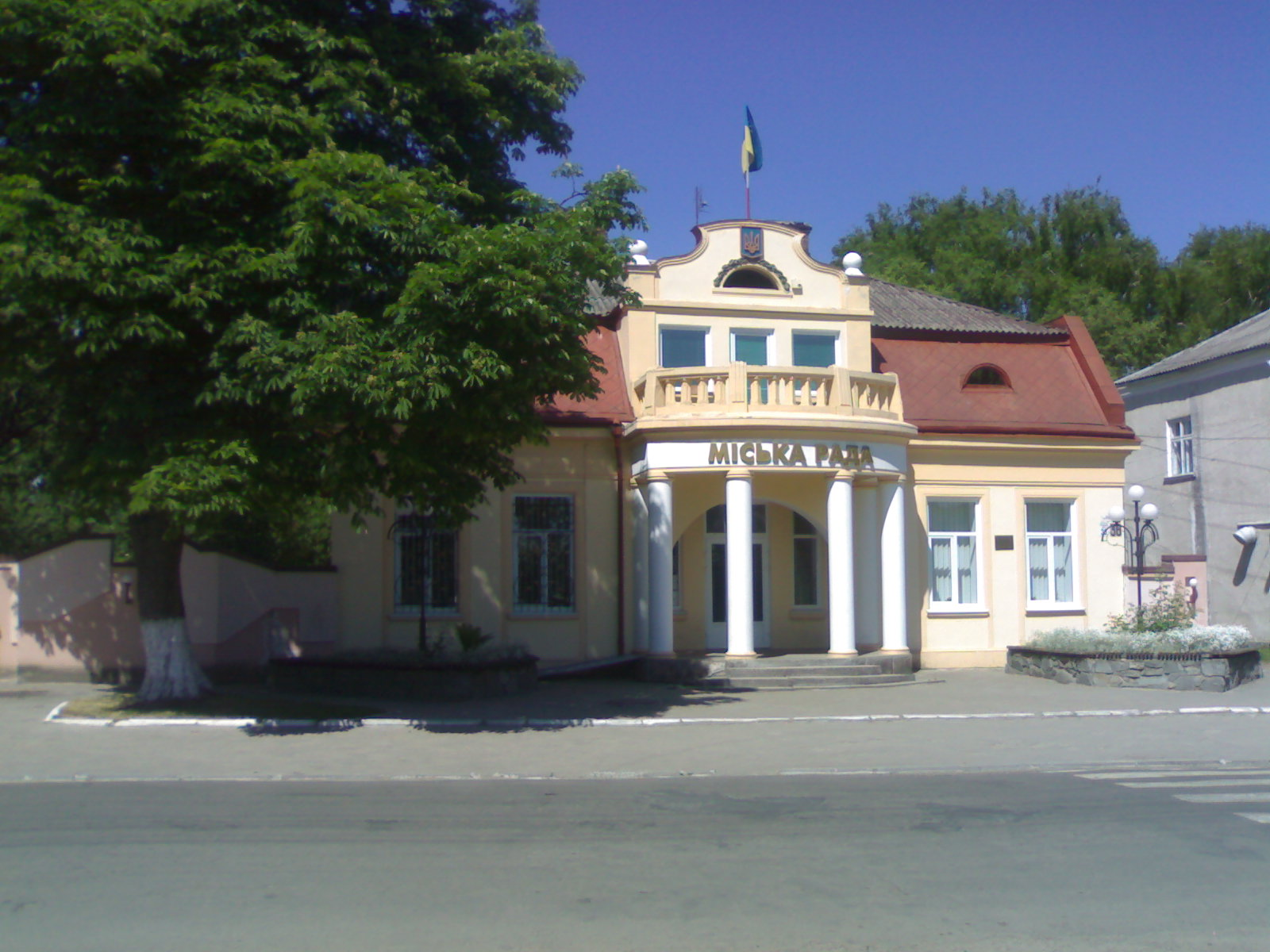
Rathaus der Stadt

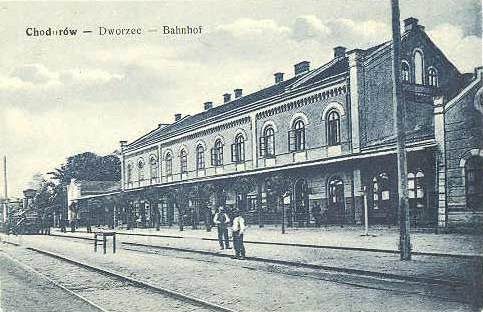
Bahnhof der Stadt um 1890

## Geschichte
Der Ort wurde 1394 zum ersten Mal schriftlich erwähnt (auf Grund seiner Lage an zwei Teichen auch Chodorostaw genannt) und erhielt im 15. Jahrhundert Magdeburger Stadtrecht. Die Stadt gehörte ab 1774 bis 1918 zum österreichischen Galizien und war von 1850 bis 1867 Sitz einer Bezirkshauptmannschaft sowie ab 1867 eines Bezirksgerichtes im Bezirk Bóbrka. 1866 wurde im Ort ein Bahnhof der Eisenbahnstrecke von Lemberg nach Czernowitz (der Lemberg-Czernowitz-Jassy-Eisenbahn) eröffnet, später kamen auch die Strecken von Stryj und nach Podwysokie (mit Anschluss an die Bahnstrecke Halicz–Ostrów-Berezowica (Tarnopol)) hinzu und machten die Stadt so zu einem bedeutenden Eisenbahnknotenpunkt, die Industrie im Ort entwickelte sich schnell. Nach dem Ende des Ersten Weltkrieges kam der Ort zu Polen und wurde im Zweiten Weltkrieg im Zuge der sowjetischen Besetzung Ostpolens im Rahmen des Hitler-Stalin-Paktes zunächst von der Roten Armee (Westpolen durch Hitler-Deutschland) und ab 22. Juni 1941 mit dem Überfall auf die Sowjetunion bis 1944 von Deutschland besetzt. In dieser Zeit wurden die jüdischen Einwohner des Ortes in die Konzentrationslager deportiert und ausgelöscht (Holocaust).
Siehe auch: Synagoge (Chodoriw)
1945 kam die Stadt wiederum zur Sowjetunion (Westverschiebung Polens), dort wurde sie Teil der Ukrainischen SSR und ist seit 1991 ein Teil der heutigen Ukraine.
Wegen seiner Lage an einem Eisenbahnknotenpunkt ist der Chodoriw ein Industriestandort, neben vielen Maschinenbauunternehmen befindet sich auch eine Zuckerraffinerie im Ort. Ebenfalls durch den Ort führt auch die ukrainische Fernverkehrsstraße M 12.

## Verwaltungsgliederung
Am 27. März 2016 wurde die Stadt zum Zentrum der neugegründeten Stadtgemeinde Chodoriw (Ходорівська міська громада/Chodoriwska miska hromada), zu dieser zählen auch noch die 41 in der untenstehenden Tabelle aufgelistetenen Dörfer, bis dahin bildete sie die gleichnamige Stadtratsgemeinde Chodoriw.
Am 12. Juni 2020 kamen noch die 2 Dörfer Holeschiw und Lapschyn hinzu, die bis dahin bestehende Zugehörigkeit zum Rajon Schydatschiw wurde aufgelöst und die Stadtgemeinde wurde ein Teil des Rajons Stryj.
Folgende Orte sind neben dem Hauptort Chodoriw Teil der Gemeinde:
| Name                     | Name            | Name                                 | Name                   |
| ukrainisch transkribiert | ukrainisch      | russisch                             | polnisch               |
| ------------------------ | --------------- | ------------------------------------ | ---------------------- |
| Beresyna                 | Березина        | Березина (Beresina)                  | Brzezina               |
| Borodtschyzi             | Бородчиці       | Бородчицы (Borodtschizy)             | Borodczyce             |
| Bortnyky                 | Бортники        | Бортники (Bortniki)                  | Bortniki               |
| Borussiw                 | Борусів         | Борусов (Borussow)                   | Borusów                |
| Borynytschi              | Бориничі        | Бориничи (Borinitschi)               | Borynicze              |
| Brynzi-Sahirni           | Бринці-Загірні  | Брынци-Загорные (Brynzi-Sagornyje)   | Bryńce Zagórne         |
| Brynzi-Zerkowni          | Бринці-Церковні | Брынци-Церковные (Brynzi-Zerkownyje) | Bryńce Cerkiewne       |
| Bukowyna                 | Буковина        | Буковина (Bukowina)                  | Bukawina, Bukowina     |
| Demydiw                  | Демидів         | Демидов (Demidow)                    | Demidów                |
| Dewjatnyky               | Дев'ятники      | Девятники (Dewjatniki)               | Dziewiętniki           |
| Dobriwljany              | Добрівляни      | Добровляны (Dobrowljany)             | Dobrowlany             |
| Drochowytschi            | Дроховичі       | Дроховичи (Drochowitschi)            | Drohowycze             |
| Duliby                   | Дуліби          | Дулибы                               | Duliby                 |
| Holeschiw                | Голешів         | Голешов (Goleschow)                  | Holeszów               |
| Holdowytschi             | Голдовичі       | Голдовичи (Goldowitschi)             | Hołdowice              |
| Horodyschtsche           | Городище        | Городище (Gorodischtsche)            | Horodyszcze Królewskie |
| Horodyschtschenske       | Городищенське   | Городищенское (Gorodischtschenskoje) | Horodyszcze Cetnarskie |
| Hrusjatytschi            | Грусятичі       | Грусятичи (Grusjatitschi)            | Hrusiatycze            |
| Jatwjahy                 | Ятвяги          | Ятвяги (Jatwjagi)                    | Jatwięgi               |
| Juschkiwzi               | Юшківці         | Юшковцы (Juschkowzy)                 | Juszkowce              |
| Kalyniwka                | Калинівка       | Калиновка (Kalinowka)                | Kalinówka              |
| Kamjane                  | Кам'яне         | Каменное (Kamennoje)                 | Czartorya, Czartorja   |
| Lapschyn                 | Лапшин          | Лапшин (Lapschin)                    | Łapszyn                |
| Lischtschyny             | Ліщини          | Лещины (Leschtschiny)                | Leszczyn               |
| Lutschany                | Лучани          | Лучаны                               | Łuczany                |
| Molodyntsche             | Молодинче       | Молодинче (Molodintsche)             | Mołodyńcze             |
| Molotiw                  | Молотів         | Молотов (Molotow)                    | Mołotów                |
| Nowosilzi                | Новосільці      | Новосельцы (Nowoselzy)               | Nowosielce             |
| Otynewytschi             | Отиневичі       | Отыневичи (Otynewitschi)             | Ottyniowice            |
| Piddnistrjany            | Піддністряни    | Подднестряны (Poddnestrjany)         | Podniestrzany          |
| Pidlisky                 | Підліски        | Подлески (Podleski)                  | Podliski               |
| Rudkiwzi                 | Рудківці        | Рудковцы (Rudkowzy)                  | Ruda                   |
| Sadky                    | Садки           | Садки (Sadki)                        | Sadki Królewskie       |
| Sahirotschko             | Загірочко       | Загорочка (Sagorotschka)             | Zagóreczko             |
| Salisky                  | Заліски         | Залески (Saleski)                    | Zaleśce                |
| Schyrowa                 | Жирова          | Жирова (Schirowa)                    | Żyrawa                 |
| Suhriw                   | Сугрів          | Сугров (Sugrow)                      | Suchrów                |
| Tscheremchiw             | Черемхів        | Черемхов (Tscheremchow)              | Czeremchów             |
| Tschornyj Ostriw         | Чорний Острів   | Чёрный Остров (Tschjorny Ostrow)     | Ostrów                 |
| Tschyschytschi           | Чижичі          | Чижичи (Tschischitschi)              | Czyżyce                |
| Werbyzja                 | Вербиця         | Вербица (Werbiza)                    | Wierzbica              |
| Wowtschatytschi          | Вовчатичі       | Вовчатычи (Wowtschatytschi)          | Wołczatycze            |
| Wybraniwka               | Вибранівка      | Выбрановка (Wybranowka)              | Wybranówka             |

## Persönlichkeiten
- Artur Grottger (1837–1867), Maler
- Oswald Balzer (1858–1933), Rechtshistoriker
- Tarsykija Mazkiw (1919–1944), Ordensschwester
- Ihor Kalynetz (1939–2025), Dichter und Schriftsteller